# بوئینگ ۳۱۴ کلیپر
بوئینگ ۳۱۴ کلیپر (به انگلیسی: Boeing 314 Clipper) یک هواپیمای ساختِ کارخانهٔ هواپیماهای تجاری بوئینگ در کشور ایالات متحده آمریکا است که در سال ۱۹۳۸–۱۹۴۱ ساخته شد. نخستین استفاده‌کنندهٔ این هواپیما خطوط هوایی سراسری آمریکا بوده‌است. این هواپیما در ۷ ژوئن ۱۹۳۸ میلادی نخستین پرواز خود را انجام داد.

## استفاده‌کنندگان
ایالات متحده آمریکا
- خطوط هوایی سراسری آمریکا
- United States Army Air Forces
- نیروی دریایی ایالات متحده آمریکا

 بریتانیا
- British Overseas Airways Corporation